# Sergéi Lipschitz
Sergéi Yúlievich Lipschitz (en ruso: Сергей Юльевич Липшиц, romanización Sergej Jul'evič Lipšic); Vilna, (17 de octubrejul./ 30 de octubre de 1905greg. - San Petersburgo, 15 de enero de 1983) fue un botánico ruso, y un historiador de esa rama científica. Trabajó la mayor parte de su vida en el Instituto Botánico Komarov, especializándose en la familia de las compuestas.
Realizó importantes expediciones botánicas a Asia Media, entre 1928 y 1932, a Kamchatka en 1935 y a los Urales entre 1921 a 1927

## Algunas publicaciones
- 1935. Fragmenta monographiae generis Scorzonera. Publicado en 2 partes: Parte I, pp. [1]-163, [164], láms. 1-56 (10 de febrero de 1935) ; Parte II, pp. [1]-167, [168, cont.], láms. 1-28 (2 de diciembre de 1939) [cf. fa Stafleu & rs Cowan. "Taxonomic literature" 2ª ed. Nº 4.865][3]
- 1947. Botanicorum rossicorum lexicon biographobibliographicum. 4 vv. Moscú

## Epónimos
- (Asteraceae) Saussurea lipschitzii Filat.[4]
- (Asteraceae) Scorzonera lipschitzii (Kuth.) Czerep.[5]
- (Boraginaceae) Lappula lipschitzii Popov[6]
- (Chenopodiaceae) Salsola lipschitzii Botsch.[7]
- (Fabaceae) Astragalus lipschitzii Pavlov[8]
- (Onagraceae) Epilobium lipschitzii M.G.Pachomova[9]
- (Rosaceae) Alchemilla lipschitzii Juz.[10]
- (Rosaceae) Alchemilla lipschitzii Juz. ex Lipsch.[11]
- (Rosaceae) Rosa lipschitzii Sumnev.[12]
- (Valerianaceae) Valeriana lipschitzii Sumnev.[13]